# Acuaria
Acuaria ist eine Gattung der Rollschwänze mit 56 Arten. Sie sind größtenteils Parasiten im Muskelmagen von Vögeln.

## Merkmale
Acuaria hat die Merkmale der Acuariinae. Die strangartigen Ornamentierungen der Kopf-Kutikula (Cordons) verlaufen weitestgehend in gerader Linie und in Längsachse. Bei Männchen ist kein Kutikula-Kamm vor der Kloake ausgebildet, am Schwanz der Weibchen ist kein Dornenbüschel. Die Spicula sind gleich oder annähernd gleich lang.

## Systematik
Das Interim Register of Marine and Nonmarine Genera listet folgende Arten:
- Acuaria alii Rasheed, 1960
- Acuaria anthuris (Rudolphi, 1819)
- Acuaria attenuata Rudolphi, 1819
- Acuaria brevispicula Maplestone, 1932
- Acuaria brumpti Chabaud & Petter, 1961
- Acuaria buttnerae Chabaud & Petter, 1961
- Acuaria caeruleus Borgarenko, 1984
- Acuaria centroceri Sinon, 1939
- Acuaria chrisoptera (Molin, 1858)
- Acuaria cincli Zhang & Wang, 1993
- Acuaria coloradensis Sherwin & Schmidt, 1988
- Acuaria cordata Müller, 1897
- Acuaria crami Rasheed, 1960
- Acuaria dartevellei Vuylstke, 1956
- Acuaria depressa Cram, 1927
- Acuaria dicrura Rasheed, 1960
- Acuaria excubitori Gupta & Kumar, 1979
- Acuaria gracilis Gendre, 1912
- Acuaria gruveli Gendre, 1913
- Acuaria hamulosa Diesing, 1851
- Acuaria lina Williams, 1929
- Acuaria lophurae Wang, 1966
- Acuaria lucknowensis Gupta & Jehan, 1972
- Acuaria mamillaris Molin, 1860
- Acuaria martinagliai Le Roux, 1930
- Acuaria mayori Lent, Freitas & Proenca, 1945
- Acuaria microspinosa
- Acuaria muelleri Gupta & Kumar, 1979
- Acuaria multispinosa Perez Vigueras, 1938
- Acuaria muscicapae Linstow, 1878
- Acuaria ornata Gendre, 1912
- Acuaria papillifera Linstow, 1878
- Acuaria parorioli Chabaud & Petter, 1961
- Acuaria pavonis Ortlepp, 1925
- Acuaria phalacrocoracis Smogorjevskaja, 1961
- Acuaria pseudicettiae Zhang, 1990
- Acuaria ptilopachydis Gendre, 1920
- Acuaria quiscali Williams, 1929
- Acuaria Raillieti Skrjabin, 1924
- Acuaria rotundata Linstow, 1907
- Acuaria saginata Rudolphi, 1819
- Acuaria semei Ortlepp, 1938
- Acuaria serpentocephala Gilbert, 1930
- Acuaria skrjabini Ozerska, 1926
- Acuaria spinosa Cram, 1927
- Acuaria spiralis Molin, 1858
- Acuaria srivastavai Gupta & Kumar, 1979
- Acuaria sturni Oserskaja, 1924
- Acuaria subula Dujardin, 1845
- Acuaria tenuis Dujardin, 1845
- Acuaria triangulum (von Linstow, 1904)
- Acuaria tuberculata (Linstow, 1902)
- Acuaria wangi Zhang, Brooks & Causey, 2003
- Acuaria ziai Ilyas, 1980

Synonyme sind Anthuris Rudolphi, 1819, Disparagus Annett, Dutton & Elliott, 1901, Dispharagus Dujardin, 1844, Speiroptera Fayrer, 1879, Speroptera Aitken, 1866, Spirophera Müller, 1870, Spiroptera Rudolphi, 1819, Spiropteru Rudolphi, 1819 und Spiropterus Blainville, 1820.